# Serra Redonda
Serra Redonda är en kommun i Brasilien.   Den ligger i delstaten Paraíba, i den östra delen av landet, 1 600 km nordost om huvudstaden Brasília. Antalet invånare är 7 054.
Omgivningarna runt Serra Redonda är huvudsakligen savann. Runt Serra Redonda är det ganska tätbefolkat, med 56 invånare per kvadratkilometer.